# Banco Hipotecario del Uruguay
El Banco Hipotecario del Uruguay (BHU) es un banco uruguayo especializado en créditos hipotecarios.

## Historia

Primer edificio del Banco Hipotecario en la Ciudad Vieja

Fue fundado el 24 de marzo de 1892, durante la presidencia del Dr. Julio Herrera y Obes, a partir de la Sección Hipotecaria del quebrado Banco Nacional de la República Oriental del Uruguay. Comenzó a operar con el asentimiento de accionistas y tenedores de cédulas y de títulos hipotecarios y con un aporte estatal de 4 millones de pesos en deuda pública, concedidos en propiedad. El 23 de mayo de 1912, el presidente José Batlle y Ordoñez, junto a su ministro de Hacienda, José Serrato, presentan el proyecto de nacionalización y el 8 de junio de ese año es estatizado.

Edificio Casa Corralejo, segunda sede del Banco Hipotecario.

Sus primeras sedes se instalaron en la Ciudad Vieja de Montevideo, la primera sobre la calle Misiones y la segunda en el edificio de la histórica Casa Corralejo. En los años sesenta se inauguraría su actual Casa Matriz, obra de los arquitectos  Ernesto Acosta, Héctor Brum, Carlos Careri y Ángel Stratta.
En 1996 perdió su monopolio y comenzó a competir con los bancos privados.  Opera en la Bolsa de Valores de Montevideo desde el 24 de noviembre de 1904 hasta la actualidad.

## Actualidad
La combinación de actividades desarrolladas por la institución en los años noventa - construcción, inmobiliaria, canalizador de subsidios - generó una superposición de riesgos que dejó al banco en una situación de extrema vulnerabilidad en la crisis de 2002: insuficiencia patrimonial y de disponibilidades, elevadísimos niveles de morosidad y abultados gastos de funcionamiento.
Un nuevo marco legal aprobado en el transcurso del período de gobierno de Tabaré Vázquez, se dispuso la capitalización del banco por un total de 250 millones de dólares, además de una reestructura (anunciada en marzo de 2006), a fin de posicionarlo como institución financiera y dotarlo de condiciones económicas, operativas y regulatorias adecuadas para reingresar al mercado hipotecario desarrollando productos crediticios accesibles a la población con capacidad de repago pero históricamente no atendida por el resto de la banca. 
La reestructura implicó, además, la separación y pasaje a la Agencia Nacional de Vivienda de Uruguay (ANV) de una porción importante de su cartera de créditos de más difícil gestión, de gran parte de sus sucursales y de casi dos terceras partes de su personal. La Agencia Nacional de Vivienda, creada mediante la Ley Nº18.125 aprobada el 27 de abril de 2007,  también modificó la Carta Orgánica del Banco Hipotecario con una clara redefinición de sus roles. En junio de 2008 el banco lanzó la venta a crédito de inmuebles de su propiedad a estrenar, y en diciembre de ese año obtuvo la autorización del Banco Central del Uruguay (BCU) para volver al mercado de crédito, actividad que tenía suspendida desde 2002.
Durante el segundo semestre de 2008, vendió un total de 350 viviendas, casi en su totalidad pertenecientes al ex Plan Fénix. Desde su reinserción en el mercado hipotecario en noviembre de 2008 hasta fines de junio de 2010, otorgó más de 1000 créditos hipotecarios en unidades indexadas (por un monto aproximado equivalente a 37 millones de dólares) y recibió 700 solicitudes adicionales.

## Autoridades
| Nombre                   | Periodo       |
| ------------------------ | ------------- |
| José María Muñoz         | 1892-1897     |
| Antonio María Rodríguez  | 1898-1911     |
| Santiago Rivas           | 1912-1913     |
| José Serrato             | 1914-1922     |
| Román Freire             | 1923-1926     |
| Baltasar Brum            | 1927-1928     |
| Esteban Elena            | 1928-1929     |
| Gilberto García Selgas   | 1929-1931     |
| Andrés Martínez Trueba   | 1932-1933     |
| Javier Mendievil         | 1933-1938     |
| Horacio Ros de Oger      | 1938-1942     |
| Pedro Cosio              | 1942-1943     |
| Andrés Martínez Trueba   | 1943-1946     |
| Agustín Maggi            | 1947-1948     |
| Orestes Lanza            | 1948-1950     |
| Diego Novoa Courrás      | 1950-1951     |
| Orestes Lanza            | 1951-1954     |
| Aníbal Falco             | 1954-1955     |
| Manuel Rodríguez Correa  | 1955-1959     |
| Alfredo Bouza            | 1959-1959     |
| Salvador Ferrer Serra    | 1959-1960     |
| Carlos Hernández Wildner | 1960-1963     |
| Juan José Gari           | 1963-1966     |
| Helvio Martínez Rospide  | 1966-1967     |
| Juan Silva               | 1967-1968     |
| José López Laphitz       | 1968-1970     |
| Ramiro Chávez            | 1970-1973     |
| Luis Berta               | 1973-1975     |
| Julio Luongo             | 1975-1985     |
| Julio Kneit              | 1985-1990     |
| Pedro Cersósimo          | 1990-1995     |
| Salomón Noachas          | 1995-2001     |
| Ariel Lausarot           | 2001-2003     |
| Graciela Pérez Montero   | 2003-2005     |
| Miguel Piperno           | 2005-2007     |
| Pedro de Aurrecoechea    | 2007-2008     |
| Jorge Polgar             | 2008-2011     |
| Ana María Salveraglio    | 2011-2020     |
| Casilda Echevarría       | 2020-presente |